# Jacques Rancière

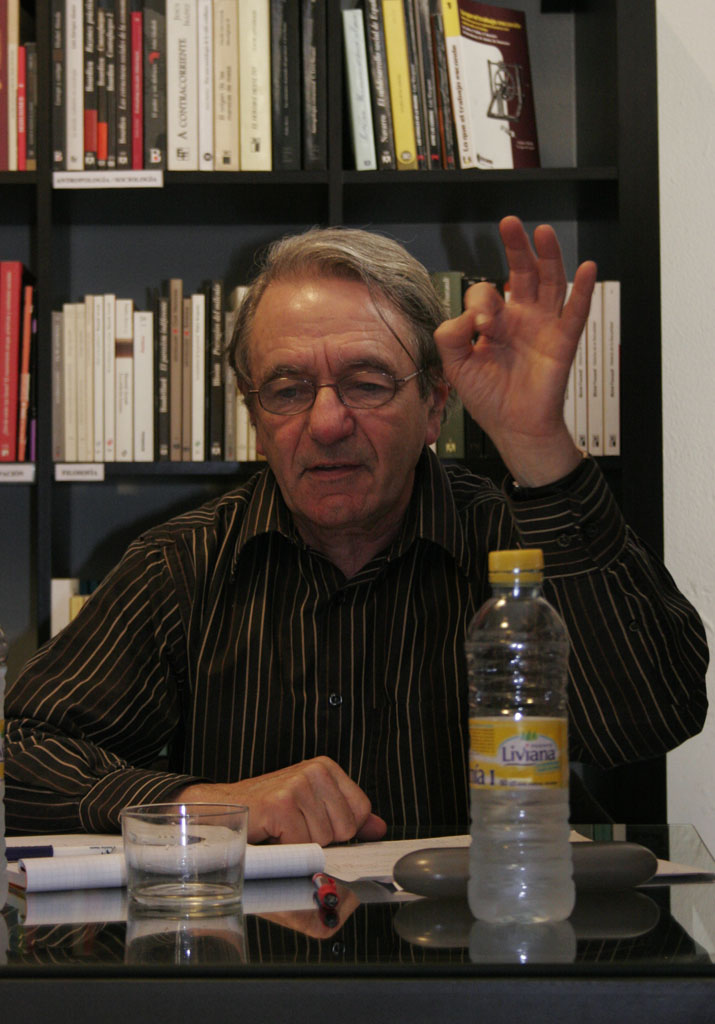
Jacques Rancière

Jacques Rancière (ur. 10 czerwca 1940 w Algierze) – francuski filozof, emerytowany profesor uniwersytetu Université Paris VIII. Jeden z najszerzej komentowanych obecnie myślicieli.

## Życiorys i poglądy
Jego pierwszą publikacją był rozdział w pracy zbiorowej Czytanie „Kapitału” (1965) pod redakcją jego nauczyciela Louisa Althussera. Pod wpływem wydarzeń maja 1968 stał się krytyczny wobec Althussera. W 1974 opublikował artykuł, w którym zerwał z Althusserem i skrytykował jego kluczowe poglądy. W 1975 roku założył polityczno-filozoficzne ugrupowanie i czasopismo Les Révoltes logiques. W tym okresie sympatyzował z maoizmem, był członkiem maoistowskiej organizacji Gauche prolétarienne.
Rancière odrzuca obecny u Althussera, wywodzący się od Platona, podział na wiedzę naukową i ideologię (episteme i doxa) (zob. jaskinia platońska). Według Althussera marksizm oznacza naukę i wiedzę obiektywną, klasa robotnicza jest tej wiedzy naukowej nieświadoma, zadaniem partii marksistowskiej jest przezwyciężenie ideologii i wpojenie prawdziwej wiedzy klasie robotniczej. Punktem wyjścia Rancière'a jest zanegowanie tych poglądów Althussera - zasada równości inteligencji. Uznaje, że odrzucenie podziału na doxa i episteme i związanego z tym poglądu o autorytecie platońskiego filozofa-króla jest warunkiem emancypacji politycznej i demokratycznej polityki. Wg Rancière'a klasa robotnicza nie potrzebuje partii wyposażonej w wiedzę naukową na temat obiektywnego charakteru kapitalizmu, robotnicy dysponują sami wiedzę potrzebną do tego, by wywołać rewolucję.
Zadaniem edukacji, z jego punktu widzenia, nie powinno być wpajanie wiedzy, a raczej wytworzenie u uczniów intelektualnej i poznawczej autonomii. Swoją teorię edukacji Rancière przedstawił w książce Le maître ignorant (1987) poświęconej Jean Josephowi Jacototowi. Jacotot uznawał, że edukacja powinna opierać się na założeniu o równości nauczyciela i ucznia.
Kluczowym punktem filozofii Rancière jest pojęcie „dzielenie zmysłowego“. Odnosi się ono do społecznej segregacji danych postrzeżeniowych, które decyduje o tym, które jednostki czy grupy społeczne są widzialne, które nie; jakie wypowiedzi są uznawane za uprawnione, a jakie za hałas. Z dzieleniem zmysłowego jest powiązany podział na „policję“ i „politykę“. „Policja" to zbiór praktyk mających na celu podtrzymanie istniejącego porządku społecznego (podziału zmysłowego), „polityka" to zbiór działań mających na celu zakłócenie podziału i dodanie tych elementów, które są z podziału wykluczone.

## Publikacje
- Le maître ignorant: Cinq leçons sur l'émancipation intellectuelle (1987),
- Aux bords du politique (1990),
- La mésentente: politique et philosophie (1995),
- La chair des mots: politique de l’écriture (1998),
- Le partage du sensible: esthétique et politique (2000)
- Malaise dans l’esthétique (2004).

### Publikacje w języku polskim
- Dzielenie postrzegalnego. Estetyka i polityka, tłum. Maciej Kropiwnicki, Janek Sowa, Wydawnictwo Korporacja Ha!art, Kraków 2008 (ISBN 978-83-89911-89-6)
- Estetyka jako polityka, tłum. Paweł Mościcki, Julian Kutyła, przedmowa: Artur Żmijewski, posłowie: Slavoj Žižek, Wydawnictwo Krytyki Politycznej, Warszawa 2007 (ISBN 978-83-61006-02-2)
- Nienawiść do demokracji, tłum. Maciej Kropiwnicki, Instytut Wydawniczy Książka i Prasa, Warszawa 2008, (ISBN 978-83-88353-37-6)
- Na brzegach politycznego, tłum. Iwona Bojadżijewa, Jan Sowa, Wydawnictwo Korporacja Ha!art, Kraków 2008 (ISBN 978-83-61407-36-2)